# Lalobbe
Lalobbe è un comune francese di 199 abitanti situato nel dipartimento delle Ardenne nella regione del Grand Est.

## Società

### Evoluzione demografica
Abitanti censiti